# Division de Colombo
En astronomie, la division de Colombo (en anglais : Colombo gap) est un espace situé à l'intérieur de l'anneau C de la planète Saturne. Elle porte le nom de l'astronome italien Giuseppe Colombo.

## Caractéristiques
La division de Colombo débute à 77 800 km du centre de Saturne et se termine à 77 900 km. Large d'une centaine de km seulement et située vers le milieu de l'anneau C, elle contient en outre l'annelet de Titan, un petit anneau étroit et brillant situé entre 77 871  et   77 896 km du centre de la planète, ainsi nommé car il correspond à une résonance avec l'orbite de Titan.